# Matrix Reloaded
Matrix Reloaded (Originaltitel: The Matrix Reloaded) ist ein Science-Fiction-Film aus dem Jahr 2003 und die Fortsetzung von Matrix aus dem Jahr 1999. Regie führten wieder die Wachowski-Geschwister, die auch das Drehbuch schrieben. Die Hauptrollen wurden wieder mit Keanu Reeves, Laurence Fishburne, Carrie-Anne Moss und Hugo Weaving besetzt. Im November 2003 erschien der dritte Teil Matrix Revolutions.

## Handlung
Neo, der vor kurzem Agent Smith besiegt hat, ist sich nun seiner Kräfte bewusst, zweifelt aber immer noch daran, der Auserwählte zu sein. Derweil bereiten sich die Maschinen darauf vor, Zion, die Stadt der Menschen, einzunehmen.
Im weiteren Verlauf der Geschichte begibt sich die Besatzung der Nebukadnezar auf den Weg nach Zion, um die dortige Bevölkerung auf den bevorstehenden Krieg einzuschwören und um den Ältestenrat von einer Gegeninitiative zu überzeugen. Gegen den Willen des obersten Zuständigen für die Verteidigung von Zion, Commander Lock, bekommt Morpheus die Erlaubnis des Ältestenrates für seine Gegeninitiative. Ihm schließen sich die Mannschaften zweier weiterer Schiffe an. Die Handlung splittet sich hier in zwei Stränge, wobei einer innerhalb der Matrix spielt und einer in der realen Welt. Wiederauftretende Figuren sind das Orakel, das Neo aufsucht, um seine Zweifel zu bekämpfen, sowie der Leibwächter des Orakels, Seraph, der Neo in einem Wettstreit auf die Probe stellt. Agent Smith, der kein Teil der Matrix mehr ist, beherrscht nun in diesem Teil die Fähigkeit, sich unendlich zu reproduzieren.
Neo wird vom Orakel darauf hingewiesen, dass er den Angriff nur mit Hilfe des Schlüsselmachers verhindern kann, der der Einzige ist, der ihnen den Zugang zum Zentralcomputer der Maschinen verschaffen kann. Dieser Schlüsselmacher befindet sich jedoch in den Händen des Merowingers. Nach der Befreiung des Schlüsselmachers gelangen Morpheus und Neo in einen Konflikt mit Smith, können jedoch rechtzeitig Zutritt zum Zentralcomputer erlangen. Dort trifft Neo auf den Architekten der Matrix, der ihm von dem Plan der Maschinen und den vergangenen Versionen der Matrix erzählt. Dadurch erfährt Neo, dass er nichts weiter als eine Anomalie im Code der Matrix ist. Währenddessen befindet sich Trinity in einem Kampf gegen einen Agenten. Der Architekt weist Neo darauf hin und lässt ihm die Wahl, in die Matrix zurückzukehren und Trinity zu retten, was allerdings einen Systemabsturz der Matrix zufolge hätte, der alle in der Matrix lebenden Menschen töten und somit die menschliche Spezies auslöschen würde, oder die Matrix zu verlassen und sie neuzustarten. Neo entscheidet sich aus Liebe zu Trinity zur Rückkehr in die Matrix und zerstört damit den Plan der Maschinen. Neo kann nicht mehr verhindern, dass der Agent Trinity mit einer Kugel tödlich verletzt. Sie stirbt in Neos Armen, wird jedoch in der Matrix von diesem wieder zum Leben erweckt. Beide verlassen die Matrix.
In der realen Welt wird Morpheus’ Schiff von Wächtern angegriffen. Die Crew verlässt das Schiff, bevor es zerstört wird. Neo bündelt seine Kräfte und schafft es, diese außerhalb der Matrix einzusetzen und die Wächter auszuschalten. Zion entsendet derweil zwei Schiffe, um die Crew aufzunehmen. Neo, der durch diesen Kraftakt das Leben der anderen gerettet hat, fällt nach der Tat ins Koma.
Indes rücken die Maschinen Zion immer näher.

## Produktion
Der Film wurde überwiegend in den Fox Studios in Australien gefilmt. Drehstart war der 1. März 2001 und die Dreharbeiten endeten am 21. August 2002, wobei der dritte Teil Matrix Revolutions direkt mit abgedreht wurde. Die Highway-Szenen wurden auf der Naval Air Station Alameda in Alameda, Kalifornien gedreht. Man baute eine extra für den Film angelegte 1,5 Meilen lange Highway-Strecke auf der alten Landebahn.

## Hintergründe
- General Motors spendete 300 Autos für die Filmproduktion. Alle 300 Autos wurden zerstört.[3]
- In der Szene, in der Persephone einen der Helfer des Merowingers (diese sind fehlerhafte Programme, die Geistern und Vampiren ähneln) mit einer silbernen Pistolenkugel erschießt, läuft im Hintergrund der Film Dracula und seine Bräute von 1960.
- Das Buch, das Persephone zum Öffnen der geheimen Tür benutzt, um zum Schlüsselmacher zu gelangen, ist Die Welt als Wille und Vorstellung des deutschen Philosophen Arthur Schopenhauer.
- Kameramann Bill Pope hat im Film einen Gastauftritt als der Sicherheitsmann, der „Schafe zählt“.
- Gloria Foster, die im Film das Orakel darstellt, starb am 29. September 2001 noch vor dem Ende der Dreharbeiten. Für den zweiten Teil hatte sie fast alle geplanten Szenen abdrehen können, jedoch noch keine Szene für den dritten Teil der Trilogie begonnen. Im folgenden Film Matrix Revolutions wurde sie durch Mary Alice ersetzt. In der Filmhandlung wird die Neubesetzung durch ein Software-Update erklärt, wodurch die Erscheinung des Orakels verändert wurde.
- Für die Rolle der Zee war ursprünglich die Sängerin Aaliyah vorgesehen, die jedoch am 25. August 2001 bei einem Flugzeugabsturz ums Leben kam. Die bereits mit ihr gedrehten Szenen wurden im Film nicht verwendet. Ihre Rolle übernahm Nona Gaye, die Tochter des Sängers Marvin Gaye.
- Neben dem Film wurden die neunteilige Anime-Serie Animatrix und das Computerspiel Enter the Matrix veröffentlicht.
- Kinostart in den USA war am 15. Mai 2003 und in Deutschland am 22. Mai 2003.[4]

## Synchronisation
Die deutsche Synchronisation des Films übernahm die R.C. Production, nach einem Dialogbuch und unter der Dialogregie von Tobias Meister.
| Rolle                  | Schauspieler          | Synchronsprecher         |
| ---------------------- | --------------------- | ------------------------ |
| Thomas A. Anderson/Neo | Keanu Reeves          | Benjamin Völz            |
| Morpheus               | Laurence Fishburne    | Tom Vogt                 |
| Trinity                | Carrie-Anne Moss      | Martina Treger           |
| Agent Smith            | Hugo Weaving          | Hans-Jürgen Wolf         |
| Niobe                  | Jada Pinkett Smith    | Claudia Urbschat-Mingues |
| Persephone             | Monica Bellucci       | Judith Brandt            |
| Das Orakel             | Gloria Foster         | Hannelore Fabry          |
| Merowinger             | Lambert Wilson        | Patrice Luc Doumeyrou    |
| Link                   | Harold Perrineau, Jr. | Charles Rettinghaus      |
| Der Schlüsselmacher    | Randall Duk Kim       | Klaus Jepsen             |
| Seraph                 | Collin Chou           | Norman Matt              |
| Der Architekt          | Helmut Bakaitis       | Otto Mellies             |
| Bane                   | Ian Bliss             | Gerald Schaale           |
| Agent Johnson          | Daniel Bernhardt      | Andreas Hosang           |
| Maggie                 | Essie Davis           | Andrea Solter            |
| Commander Lock         | Harry J. Lennix       | Thomas Wolff             |
| Ghost                  | Anthony Wong          | Michael Bauer            |
| Captain Ballard        | Roy Jones Jr.         | Florian Halm             |
| Senator Hamann         | Anthony Zerbe         | Lothar Blumhagen         |
| Zee                    | Nona Gaye             | Bianca Krahl             |
| Captain Mifune         | Nathaniel Lees        | Roland Hemmo             |

## Rezeption

### Einnahmen
Die Produktionskosten wurden auf rund 150 Millionen US-Dollar geschätzt. Der Film spielte in den Kinos weltweit rund 742 Millionen US-Dollar ein, davon rund 281 Millionen US-Dollar in den USA.

### Ausstrahlung in Deutschland
Der Film wurde in Deutschland erstmals am 4. Februar 2006 ab 22:00 Uhr auf ProSieben ausgestrahlt. Insgesamt verfolgten die Free-TV-Premiere 2,79 Millionen Zuschauer bei 11,2 Prozent Marktanteil, in der werberelevanten Zielgruppe waren es 2,20 Millionen Zuschauer bei 20,1 Prozent Marktanteil.

### Kritiken
Der Film erreichte auf Rotten Tomatoes einen Score von 73 %, basierend auf 244 Bewertungen mit einer durchschnittlichen Bewertung von 6,8 von 10 Punkten.

„Der spielerisch-philosophische Hintergrund leidet vor allem unter der Atemlosigkeit der Effekte, wobei überlange Dialoge uninspiriert mit lärmenden Action- und Kampfsequenzen wechseln. Die Abgründigkeit des gedanklichen Entwurfs geht dabei ebenso verloren wie der Sinn fürs Timing.“

Cinema fand, die Fortsetzung „ist explosiver und dynamischer als sein Vorgänger, doch in die Cybersaga mischen sich zuweilen Längen“. „Die Comic-Choreografie hat auf Dauer eher etwas von einer überlangen Videospiel-Klopperei, zumal selbst die unterlegte Musik wie synthetisches Konsolengedudel klingt.“ „War es beim Betrachten von Teil 1 schon schwierig, alle seine kulturhistorischen und philosophischen Anspielungen zu registrieren, so macht ,Matrix Reloaded‘ dem Publikum den Zugang nicht leichter. Mehr denn je wimmelt es von vertrackten Symbolen und hintergründigen Andeutungen.“

### Verbot in Ägypten
Der Film wurde aufgrund der Gewaltdarstellungen und eines zu religiösen Hintergrunds in Ägypten verboten.

## Filmmusik
1. Session – Linkin Park
2. This Is the New Shit – Marilyn Manson
3. Reload – Rob Zombie
4. Furious Angels – Rob Dougan
5. Lucky You – Deftones
6. The Passportal – Team Sleep
7. Sleeping Awake – P.O.D.
8. Bruises – Unloco
9. Calm Like A Bomb – Rage Against the Machine
10. Dread Rock – Oakenfold
11. Zion – Fluke
12. When The World Ends – Dave Matthews Band
13. Main Title – Don Davis
14. Trinity Dream – Don Davis
15. Teahouse – Juno Reactor
16. Chateau – Rob Dougan
17. Mona Lisa Overdrive – Juno Reactor
18. Burly Brawl – Juno Reactor vs. Don Davis
19. „Matrix Reloaded“ Suite – Don Davis